# Teofil Burakowski
Teofil Stefan Burakowski (ur. 19 grudnia 1891 w Przemyślu, zm. ?) – major piechoty Wojska Polskiego, zdegradowany w 1935 za przywłaszczenia na stanowisku komendanta Powiatowej Komendy Uzupełnień Lublin Powiat.

## Życiorys
Urodził się 19 grudnia 1891 w Przemyślu, w rodzinie Michała.
W czasie I wojny światowej walczył w szeregach cesarskiej i królewskiej Armii. Jego oddziałem macierzystym był Pułk Piechoty Nr 20. Na stopień porucznika rezerwy został mianowany ze starszeństwem z 1 września 1915 w korpusie oficerów piechoty. Później został przemianowany na oficera zawodowego i awansowany na stopień nadporucznika ze starszeństwem z 1 listopada 1916 w korpusie oficerów piechoty.
19 sierpnia 1920 został zatwierdzony z dniem 1 kwietnia 1920 w stopniu kapitana, w piechocie, w grupie oficerów byłej armii austro-węgierskiej. Pełnił wówczas służbę w Departamencie I Broni Głównych i Wojsk Taborowych Ministerstwa Spraw Wojskowych w Warszawie. 1 czerwca 1921 pełnił służbę w 34 Pułku Piechoty. 3 maja 1922 został zweryfikowany w stopniu kapitana ze starszeństwem od 1 czerwca 1919 i 399. lokatą w korpusie oficerów piechoty. 10 lipca 1922 został zatwierdzony na stanowisku pełniącego obowiązki dowódcy batalionu w 10 Pułku Piechoty w Łowiczu. W 1923 pełnił obowiązki dowódcy I batalionu 10 pp. 1 grudnia 1924 prezydent RP nadał mu stopień majora z dniem 15 sierpnia 1924 i 115. lokatą w korpusie oficerów piechoty. Nadal służył w 10 pp. W maju 1925 został przydzielony do Powiatowej Komendy Uzupełnień Warszawa Miasto II na stanowisko I referenta, a w następnym miesiącu na takie samo stanowisko do PKU Warszawa Miasto I. W lutym 1926, w związku z wprowadzeniem nowej organizacji pokojowej służby poborowej, został zatwierdzony w PKU Warszawa Miasto I na stanowisku kierownika I referatu administracji rezerw. W lutym 1927 został przydzielony do PKU Bydgoszcz Powiat na stanowisko komendanta. 23 grudnia 1927 został przeniesiony z 10 pp do kadry oficerów piechoty z pozostawieniem na dotychczas zajmowanym stanowisku komendanta PKU Bydgoszcz Powiat. W marcu 1928 został przeniesiony do PKU Pińsk na stanowisko kierownika I referatu. W marcu 1929 został przeniesiony do PKU Lublin Powiat na stanowisko p.o. komendanta. W marcu 1932 został zatwierdzony na stanowisku komendanta. W marcu 1934 został zwolniony z zajmowanego stanowiska i oddany do dyspozycji dowódcy Okręgu Korpusu Nr II, a z dniem 30 czerwca tego roku przeniesiony w stan spoczynku.

## Ordery i odznaczenia
- Medal Niepodległości – 24 października 1931 „za pracę w dziele odzyskania niepodległości”[29][30]
- Srebrny Medal Zasługi Wojskowej z mieczami na wstążce Krzyża Zasługi Wojskowej[6]
- Brązowy Medal Zasługi Wojskowej z mieczami na wstążce Krzyża Zasługi Wojskowej[6]
- Srebrny Medal Waleczności 1 klasy[6]
- Krzyż Wojskowy Karola[6]